# Heracles Almelo
A Heracles Almelo egy almeloi futball klub Hollandiában. 1903. május 3-án alapították SC Heracles néven, majd 1974. július 1-jén megváltoztatták a nevüket SC Heracles 74-re és 1998-ban kapta meg a Heracles Almelo nevet. A klub 1927-ben és 1941-ben holland bajnok lett.
A klub leghíresebb játékosai közül az egyik a dél-afrikai Steve Mokone, a beceneve The Black Meteor, (a Fekete meteor), ő volt az első fekete labdarúgó Hollandiában.

## Játékosai
| #  |     | Poszt | Név                     |
| -- | --- | ----- | ----------------------- |
| 1  | GER | K     | Janis Blaswich          |
| 2  | NED | V     | Tim Breukers            |
| 3  | ITA | V     | Giacomo Quagliata       |
| 4  | NED | V     | Robin Pröpper           |
| 5  | GER | V     | Marco Rente             |
| 6  | GER | KP    | Orestis Kiomourtzoglou  |
| 7  | CUW | CS    | Jeremy Cijntje          |
| 8  | NED | KP    | Teun Bijleveld          |
| 9  | TUR | CS    | Sinan Bakış             |
| 10 | NED | KP    | Rai Vloet               |
| 11 | NED | CS    | Silvester van der Water |
| 13 | NED | V     | Mats Knoester           |
| 14 | USA | KP    | Luca de la Torre        |
| 15 | BEL | KP    | Lucas Schoofs           |

| #  |     | Poszt | Név               |
| -- | --- | ----- | ----------------- |
| 16 | GER | K     | Michael Brouwer   |
| 17 | HUN | CS    | Szőke Adrián      |
| 19 | NED | V     | Navajo Bakboord   |
| 20 | DEN | KP    | Kasper Lunding    |
| 21 | GER | K     | Daniel Mesenhöler |
| 22 | CRO | V     | Mateo Les         |
| 23 | BEL | V     | Noah Fadiga       |
| 24 | GER | V     | Elias Oubella     |
| 26 | NED | K     | Koen Bucker       |
| 30 | BDI | KP    | Mohamed Amissi    |
| 31 | NED | KP    | Rohat Agca        |
| 34 | NED | V     | Jeff Hardeveld    |
| 37 | NED | CS    | Delano Burgzorg   |

## Híres játékosok
- Rudy Degenaar
- Steve Mokone
- Sota Hirayama

## Korábbi edzők
- Peter Bosz
- Henk ten Cate
- Azing Griever
- Hennie Hollink
- Fritz Korbach
- Gerard Marsman
- Jan van Staa
- Gertjan Verbeek
- Ruud Brood

## Weboldalak
- Official website